# Saxifraga kongboensis
Saxifraga kongboensis là một loài thực vật có hoa trong họ Saxifragaceae. Loài này được Harry Sm. miêu tả khoa học đầu tiên năm 1958.